# Otto Singer junior
Otto Singer junior (* 14. September 1863 in Dresden; † 8. Januar 1931 in Leipzig) war ein deutscher Kapellmeister, Komponist und Verfasser von Klavierauszügen.

## Leben und Wirken
Otto Singer verbrachte seine Kindheit und Jugend in den Vereinigten Staaten von Amerika. Seine musikalische Ausbildung begann am Cincinnati College of Music, an dem sein Vater Otto Singer senior von 1873 bis 1892 unterrichtete. Nach Deutschland zurückgekehrt studierte Otto Singer junior in Leipzig bei Hubert Léonard, in Berlin bei Joseph Joachim und Friedrich Kiel und in München bei Josef Rheinberger. Er belegte die Fächer Violine, Klavier und Komposition.
1888 war er musikalischer Assistent bei den Bayreuther Festspielen, 1888/89 Dirigent des Heidelberger Musikvereins und 1890–92 Dirigent des Kölner Männer-Gesang-Vereins. In Köln war er Nachfolger Heinrich Zöllners als Lehrer für Theorie und Vomblattspiel am Kölner Konservatorium. 1897 wechselte er an das Stern’sche Conservatorium für Musik in Berlin. Nach diversen Zwischenstationen (u. a. auch in Breslau, München und Kufstein) ließ er sich ab 1922 endgültig in Leipzig nieder.
Sein Konzert für Klavier und Orchester, A-Dur, op. 8, wurde am 21. Oktober 1905 in Ferruccio Busonis Berliner Konzertreihe mit José Vianna da Motta als Solist uraufgeführt. Carl Halir und Henri Petri hatten sein Concertstück für Violine und Orchester, op. 6, in ihrem Repertoire.
Bekannt ist Singer heute überwiegend nur noch als „Klavierauszügler“, vor allem von den Werken von Richard Strauss, der ihm diese Aufgabe seit 1891 fast exklusiv übertrug. Daneben schätzte ihn Strauss aber auch als Mitarbeiter bei diversen Projekten. Singer übernahm die musikalischen Einstudierungen für Konzerte des Berliner Tonkünstler Orchesters, unterstützte Strauss bei der Bearbeitung und Herausgabe der Berliozschen Instrumentationslehre, arrangierte zusammen mit Carl Alwin die Begleitmusik für die Stummfilm-Version des Rosenkavalier und instrumentierte Schumanns Carneval auf Initiative von Strauss während dessen Zeit als Direktor der Wiener Oper für Heinrich Kröllers Ballett Carneval: Tanzszenen auf Schumannsche Musik. Die Briefe von Strauss an Singer wurden 1987 in München versteigert. Einige Briefe von Strauss an Singer finden sich heute in der Kurt-Taut-Sammlung der Universitätsbibliothek Leipzig. Der Briefwechsel zwischen Ferruccio Busoni und Singer liegt im Nachlass von Ferruccio Busoni an der Staatsbibliothek zu Berlin.
Otto Singers Bruder war der Kunsthistoriker Hans Wolfgang Singer.

## Werkverzeichnis (Auswahl)

### Originalkompositionen
- Concertstück für Violine mit Orchester, op. 6 (1893)
- Musikalische Plaudereien: 7 Klavierstücke zu 4 Händen, op. 7
- Konzert für Klavier und Orchester, A-Dur, op. 8
- Drei Klavierstücke, op. 9: Nr. 1 Burletta, Nr. 2 Rêverie fantastique, Nr. 3 Böhmisch
- Wenn meine Kinder tanzen. Allerlei im Zwei- und Dreivierteltakt op. 10 für Pianoforte zu 4 Händen
- Vier kleine Vortragsstücke für Pianoforte, op. 11: Nr. 1. Elegie, Nr. 2. Ländler, Nr. 3. Notturno, Nr. 4. Menuett
- Klavierquintett in einem Satz, op. 12
- Concert für Violine mit Begleitung des Orchester, op. 13
- Zwei Vortragsstücke, op. 14, für Violoncello (oder Violine) und Pianoforte: Nr. 1. Canzonetta, Nr. 2. Gavotte, (No. 2. Gavotte auch für Klarinette und Pianoforte)
- Drei Vortragsstücke, op. 17, für Violine und Pianoforte: Nr. 1. Serenata, Nr. 2. Aria, Nr. 3. Scherzoso
- Drei Stücke, op. 19, für Flöte und Pianoforte: Nr. 1. Rigaudon, Nr. 2. Minuetto, Nr. 3. Capriccio, (No. 3. Auch für Violine und Pianoforte)
- Zwei Humoresken, op. 20, für Pianoforte: Im Dorfteich, Strandflöhe
- Die Spieluhr, op. 21, Klavierstück für den Konzertvortrag

### Klavierfantasien
- Fantasie aus „Revolutionshochzeit“ von Eugen d’Albert
- Fantasie aus „Die Schwarze Orchidee“ von Eugen d’Albert
- Fantasie über Motive aus „Carmen“ von Georges Bizet
- Fantasie aus der Spieloper „Die Marketenderin“ von Engelbert Humperdinck
- Fantasie über Motive aus „Hoffmanns Erzählungen“ von Jacques Offenbach
- Paraphrase über die musikalische „Legende Palestrina“ von Hans Pfitzner
- Paraphrase über die Spieloper „Das Christelflein“ von Hans Pfitzner
- Potpourri aus „Feuersnot“ von Richard Strauss
- Fantasie aus „Elektra“ von Richard Strauss
- Walzer aus „Der Rosenkavalier“ von Richard Strauss
- Fantasie aus „Der Bürger als Edelmann“ von Richard Strauss
- Fantasie aus „Ariadne auf Naxos“ von Richard Strauss
- Fantasie aus „Die Frau ohne Schatten“ von Richard Strauss
- Fantasie aus „Josephs Legende“ von Richard Strauss
- Fantasie über „Rienzi“ von Richard Wagner
- Fantasie über „Der fliegende Holländer“ von Richard Wagner
- Fantasie über „Tannhäuser“ von Richard Wagner
- Fantasie über „Lohengrin“ von Richard Wagner
- Fantasie über „Tristan“ von Richard Wagner
- Fantasie über „Die Meistersinger“ von Richard Wagner
- Fantasie über „Rheingold“ von Richard Wagner
- Fantasie über „Die Walküre“ von Richard Wagner
- Fantasie über „Siegfried“ von Richard Wagner
- Fantasie über „Götterdämmerung“ von Richard Wagner
- Fantasie über „Parsifal“ von Richard Wagner
- Weihnachtslieder-Fantasie in brillantem Stil

### Fantasien für Violine und Klavier
- Innere Stimmen. 8 Melodien für Violine und Pianoforte zu Klavierstücken von J. S. Bach u. J. B. Cramer (Bach, J. S.: 1. Kleines Praeludium (c-moll). – 2. Kleines Praeludium aus dem Wohltemperierten Klavier (F-Dur). – 3. Kleines Präludium aus dem Wohltemperierten Klavier (Des-Dur). – Cramer, J. B., 4. Etüde (B-Dur). 5. Etüde (G-Dur). 6. Etüde (C-Dur). 7 Etüde (B-Dur). 8. Etüde (G-Dur))
- Perlen alter Meister für Violine und Pianoforte in freier Bearbeitung. 1. Gluck, Chr. W. v., Gavotte (A-Dur). M 1,50. – 2. Händel, G. Fr., Air à la Bourree (G-Dur) – 3. Scarlatti, D., Sonate (D-Dur) – 4. Scarlatti, D., Sonate (G-Dur) – 5. Scarlatti, D., Sonate (D-Dur). – 6. Rameau, J. Ph., L’Agaçante. – 7. Bach, J. S., Praeludium (A-Dur) a. d. wohltemp. Klavier. 11 1,20. – 8. Menuett (h-moll) a. e. Franzos. Suite. – 9. Praeludium u. Fuge (G-Dur) a. d. wohltemp. Klavier. – 10. Rameau, J. Ph., Gavotte u. Var. (a-moll.)
- Zwei Fantasien im brill. Stil – No. 1 Stille Nacht, heilige Nacht. No. 2. 0 du fröhliche
- Fantasie über Tiefland von Eugen d‘Albert
- Eine Meditation nach Liszt’s Benediction de Dieu dans la Solitude.
- Fantasien über Richard Wagner‘s Opern (Der fliegende Holländer. Rienzi. Tannhäuser)

### Bearbeitungen

#### Gesangsstimme(n) und Klavier zu 2 Händen
- Adam, Adolphe
  - Weihnachtsgesang: „O hehre Nacht“ für Solo (tiefere Stimme), Männer- und Knabenchor
- d’Albert, Eugen
  - Ghismonda, Oper in drei Aufzügen (mit Benutzung des dramatischen Gedichts von Immermann)
  - Kain, musikalische Tragödie in einem Aufzug; Dichtung von Heinrich Bulthaupt
  - Der Improvisator, Oper in drei Aufzügen
  - Tiefland, Musikdrama in einem Vorspiel und zwei Aufzügen
  - Izeÿl, Musikdrama in drei Aufzügen (vier Bildern)
  - Die verschenkte Frau, komische Oper in drei Aufzügen; nach einem Entwurf von F. Antony. Text von Rudolf Lothar
  - Die toten Augen, eine Bühnendichtung von Hanns Heinz Ewers und Marc Henry
  - Revolutionshochzeit, Oper
  - Mareike von Nymwegen, Legendenspiel in drei Aufzügen, einem Vor- und Nachspiel
  - Der Golem, Musikdrama in drei Akten
- Beethoven, Ludwig van
  - Die Ruinen von Athen: ein Festspiel mit Tänzen und Chören; Musik unter teilweiser Benutzung des Ballettes Die Geschöpfe des Prometheus. Neu herausgegeben und bearbeitet von Hugo von Hofmannsthal und Richard Strauss
- Cornelius, Peter
  - Der Barbier von Bagdad: komische Oper in 2 Aufzügen. Nach der Original-Partitur bearbeitet von Felix Mottl
- Delius, Frederick
  - Appalachia: Variations of an old Slave-Song with final Chorus.
  - Eine Messe des Lebens. Worte aus Also sprach Zarathustra von Fr. Nietzsche
- Enna, August
  - Cleopatra: Oper in drei Aufzügen nebst einem Vorspiele; dänischer Text von Einar Christiansen (nach Rider Haggard)
- Gluck; Willibald
  - Orpheus und Euridike. Nach der französischen Partitur herausgegeben von Alfred Dörffel
- Hindemith, Paul
  - Cardillac: Oper in drei Akten (vier Bildern) von Ferdinand Lion
- Humperdinck, Engelbert
  - Die Marketenderin: eine deutsche Spieloper in zwei Aufzügen von Robert Misch
  - Gaudeamus: Szenen aus dem deutschen Studentenleben; Spieloper in drei Aufzügen von Robert Misch
- Kormann, Hanns Ludwig.
  - Belcanto. Komische Oper in einem Akt (zwei Bildern) unter Benutzung der Riehlschen Novelle „Ovid bei Hofe“ von Carl Willnau
- Lendval, Erwin
  - Fünf Sonette der Louise Labé, op. 33: Lieder-Cyclus
- Rudolf Mengelberg
  - Weinlese, op. 17: Kantate für Tenorsolo, gemischten Chor und Orchester. Text von Wolf Graf Kalckreuth; nach einem Gedicht von Paul Verlaine.
- Mozart, Wolfgang Amadeus
  - Idomeneo: Opera seria in drei Akten; nach dem Italienischen des Abbate Giambatt Varesco; KV 366 Vollst. Neubearbeitung von Lothar Wallerstein u. Richard Strauss.
- Neustadtl, Victor
  - Das innere Licht: ein Mysterien-Spiel in drei Aufzügen, verfasst und vertont von Victor Neustadtl
- Noelte, A. Albert
  - Francois Villon. Oper.
- Piechler, Arthur
  - Der weisse Pfau: Oper in drei Akten
  - Sursum corda (Hymnen an die Kirche), op. 18, von G. v. Lefort
- Schoeck, Othmar
  - Don Ranudo: komische Oper in vier Aufzügen; nach einer Komödie von Holberg von Armin Rüeger
- Sekles, Bernhard
  - Variationen über Prinz Eugen nach einer Ballade von Johann Nepomuk Vogl, op. 32.
- Sommer, Hans
  - Riquet mit dem Schopf, op. 38: ein Märchenspiel in drei Akten von Eberhard König
  - Der Waldschratt, op. 42: ein Spiel in drei Akten von Eberhard König
- Strauss, Richard
  - Guntram, op. 25: Oper in drei Aufzügen
  - Vier Gesänge, op. 33: Nr. 3 Hymnus, Nr. 4 Pilgers Morgenlied
  - Zwei größere Gesänge für eine tiefere Singstimme, op. 44: Nr. 2 Nächtlicher Gang: „Die Fahnen flattern im Mitternachtssturm“
  - Feuersnot, op. 50: ein Singgedicht in einem Akt von Ernst von Wolzogen
  - Zwei Gesänge, op. 51: Nr. 1 Das Thal: „Wie willst du dich mir offenbaren“
  - Taillefer, op. 52: Chorkantate
  - Salome, op. 54: Drama in einem Aufzug nach Oscar Wilde’s gleichnamiger Dichtung; in deutscher Übersetzung von Hedwig Lachmann
  - Bardengesang aus der „Hermannsschlacht“ von Friedrich Gottlieb Klopstock, op. 55.
  - Elektra, op. 58: Tragödie in einem Aufzuge von Hugo von Hofmannsthal
  - Der Rosenkavalier, op. 59: Komödie für Musik in drei Aufzügen von Hugo von Hofmannsthal
  - Der Bürger als Edelmann und Ariadne auf Naxos Oper in einem Aufzuge von Hugo v. Hofmannsthal zu spielen nach dem Bürger als Edelmann des Molière, op. 60
  - Ariadne auf Naxos, op. 60: Oper in einem Aufzuge nebst einem Vorspiel von Hugo v. Hofmannsthal; Neue Bearbeitung.
  - Der Bürger als Edelmann, op 60: Komödie mit Tänzen von Molière; freie Bühnenbearbeitung in drei Aufzügen.
  - Die Frau ohne Schatten, op. 65: Oper in drei Akten von Hugo von Hofmannsthal
  - Drei Hymnen von Hölderlin, op. 71
  - Intermezzo, op. 72: eine bürgerliche Komödie mit sinfonischen Zwischenspielen in zwei Aufzügen
  - Die ägyptische Helena, op. 75: Oper in zwei Aufzügen
  - Die Tageszeiten von J. v. Eichendorff, op. 76: ein Liederzyklus für Männerchor
  - Austria, op. 78: Wo sich der ewige Schnee, österr. Lied von A. Wildgans
- Wagner, Richard
  - Das Liebesverbot: komische Oper in zwei Akten
  - Rienzi: tragische Oper in fünf Akten
  - Der fliegende Holländer: romantische Oper in drei Aufzügen
  - Tannhäuser und der Sängerkrieg auf der Wartburg: romantische Oper in drei Aufzügen
  - Lohengrin: romantische Oper in drei Aufzügen
  - Tristan und Isolde: Handlung in drei Aufzügen
  - Die Meistersinger von Nürnberg: Oper in drei Aufzügen
  - Rheingold: Vorabend des Ring des Nibelungen
  - Die Walküre: erster Abend des Ring des Nibelungen
  - Siegfried: zweiter Abend des Ring des Nibelungen
  - Götterdämmerung: dritter Abend des Ring des Nibelungen
  - Parsifal: Bühnenweihfestspiel
- Wetzler, Hermann Hans
  - Die baskische Venus, op. 14: Oper in fünf Bildern frei nach Prosper Mérimée von Lini Wetzler
- Wolf-Ferrari, Ermano
  - La vita nuova, op. 9, nach Worten von Dante Alighieri

#### Gesangsstimme, Violine und Klavier zu 2 Händen
- Strauss, Richard
  - Zwei größere Gesänge für eine tiefere Singstimme, op. 44: Nr. 1 Notturno: „Hoch hing der Mond“

#### Soloinstrument und Klavier zu 2 Händen
- Brahms, Johannes
  - Konzert Nr. 1 d-moll für Pianoforte, Op. 15
  - Konzert Nr. 2 B-Dur für Pianoforte, Op. 83
- Delius, Frederick
  - Klavierkonzert c-moll
- Hindemith, Paul.
  - Kammermusik No. 4 (Violinkonzert): Op. 36. No. 3
- Singer, Otto
  - Concertstück D-Dur für Violine, op. 6.
  - Konzert A-Dur für Pianoforte, op. 8

#### Klavier zu 2 Händen
- d'Albert, Eugen
  - Aschenputtel, op. 33: kleine Suite
- Bizet, Georges
  - Carmen
- Blumer, Theodor
  - Finale ..., op. 31: Fasching-Capriccio
- Brahms, Johannes
  - Klavierquintett, op. 34
  - Sinfonien Nr. 1 – 4, opp. 68, 73, 90 & 98
  - Streichquartette Nr. 1 – 3, opp. 51 & 67
- Bruckner, Anton
  - Ausgewählte Sätze aus Symphonien
- Elgar, Edward
  - Cockaigne (In London Town)
- Franckenstein, Clemens v.
  - Festliche Musik, op. 35
- Gounod, Charles
  - Faust
- Kaun, Hugo
  - Maria Magdalena, op. 44: symphonischer Prolog
- Liszt, Franz
  - Die Legende von der heiligen Elisabeth
  - Gesammelte Lieder für Pianoforte übertragen. (Mignons Lied, Es war ein König in Thule, Der du von dem Himmel bist, Freudvoll und leidvoll, Wer nie sein Brot mit Tränen aß, Über allen Gipfeln ist Ruh‘, Der Fischerknabe, Der Hirt, Der Alpenjäger, Die Loreley, Im Rhein im schönen Strome, Vergiftet sind meine Lieder, Du bist wie eine Blume, Anfangs wollt‘ ich fast verzagen, Morgens steh‘ ich auf und frage, Ein Fichtenbaum steht einsam (2), Wie entgeh’n der Gefahr?, O komm im Traum, Giebt es wo ein Rasen grün?, Mein Kind, wär‘ ich König, Es rauschen die Winde, Wo weilt er?, Nimm einen Strahl der Sonne, Schwebe,schwebe, blaues Auge, Die Vätergruft, Englein hold im Lockengold, Kling‘ leise, mein Lied, Es muss ein Wunderbares sein, Das Veilchen, Die Schlüsselblumen, Lasst mich ruhen, Wie singt die Lerche schön, In Liebeslust, Ich möchte hingeh’n, Nonnenwerth, Jugendglück, Wieder möchte‘ ich dir begegnen, Blume und Duft, Ich liebe dich, Die stille Wasserrose, Ich scheide, Die drei Zigeuner, Lebe wohl!, Was Liebe sei?, Die tote Nachtigall, Bist du!, Gebet, Einst wollt‘ ich einen Kranz dir winden, An Edlitam, Und sprich, Die Fischerstochter, Sei still, Der Glückliche, Ihr Glocken von Marling, Verlassen!, Ich verlor die Kraft und das Leben)
- Mahler, Gustav
  - Sinfonie Nr. 5
- Mozart, W. A.
  - Eine kleine Nachtmusik
- Maszynski, Pietr
  - Wiegenlied
- Strauss, Richard
  - Festmarsch, op. 1
  - Serenade, op. 7
  - Don Juan, op. 20: symphonische Dichtung
  - Tod und Verklärung, op. 24: Tondichtung
  - Guntram, op. 25: Oper in drei Aufzügen mit beigefügtem Text und scenischen Bemerkungen
  - Till Eulenspiegels lustige Streiche, op. 28: Tondichtung
  - Ein Heldenleben, op. 40: Tondichtung
  - Wiegenlied, op. 41: Lied
  - Feuersnot, op. 50: Ein Singgedicht mit Hinzufügung des Gesangstextes und der scenischen Bemerkungen
  - Symphonia domestica, op. 53
  - Salome’s Tanz aus „Salome“
  - Zwei Militärmärsche, op. 57
  - Der Rosenkavalier, op. 59: Komödie für Musik mit Hinzufügung der Gesangtexte und der scenischen Bemerkungen
  - Ariadne auf Naxos op. 60: Oper. Neue Bearbeitung mit Hinzufügung der Gesangstexte und der szenischen Bemerkungen
  - Der Bürger als Edelmann, op. 60: Komödie mit Tänzen von Molière mit Hinzufügung des Textes und der szenischen Bemerkungen
  - Der Bürger als Edelmann. Orchestersuite.
  - Festliches Praeludium, op. 61
  - Josephs-Legende, op. 63: Handlung in einem Aufzuge von Harry Graf Kessler und Hugo von Hofmannsthal
  - Eine Alpensinfonie, op. 64
  - Die Frau ohne Schatten, op. 65: Oper mit Hinzufügung der Gesangstexte und der szenischen Bemerkungen
  - Schlagobers, op. 70: heiteres Wiener Ballett in zwei Aufzügen
  - Intermezzo, op. 72: Eine bürgerliche Komödie mit sinfonischen Zwischenspielen in zwei Aufzügen mit Hinzufügung des Textes und der szenischen Bemerkungen
  - Die ägyptische Helena, op. 75: Oper in 2 Aufzügen von H. v. Hofmannsthal. mit überlegtem Text
- Tschaikowsky, Peter
  - Symphonie Nr. 4, op. 36
  - Capriccio italien, op. 45
  - Sinfonie No. 6 pathetique, op. 74
- Wagner, Richard
  - Rienzi: tragische Oper in fünf Akten
  - Der fliegende Holländer: romantische Oper in drei Aufzügen
  - Tannhäuser und der Sängerkrieg auf der Wartburg: romantische Oper in drei Aufzügen
  - Lohengrin: romantische Oper in drei Aufzügen
  - Tristan und Isolde: Handlung in drei Aufzügen
  - Die Meistersinger von Nürnberg: Oper in drei Aufzügen
  - Rheingold: Vorabend des Ring des Nibelungen
  - Die Walküre: erster Abend des Ring des Nibelungen
  - Siegfried: zweiter Abend des Ring des Nibelungen
  - Götterdämmerung: dritter Abend des Ring des Nibelungen
  - Parsifal: Bühnenweihfestspiel
  - Huldigungsmarsch
  - Kaisermarsch
  - Großer Festmarsch
  - Siegfried-Idyll
  - Gewitterzauber u. Einzug der Götter in Walhall aus „Rheingold“
  - Siegfrieds Rheinfahrt aus „Götterdämmerung“
  - Gesang der Rheintöchter aus „Götterdämmerung“
- Weinberger, Carl
  - Schlaraffenland: komische Oper mit Hinzufügung des Gesangstextes

#### Klavier zu 4 Händen
- d’Albert, Eugen
  - Quartett No. 2 (Es-Dur) für 2 Violinen, Viola u. Violoncello, op. 11
- Berlioz, Hector
  - Symphonie Fantastique
  - Drei Sätze aus „Romeo und Julia“
- Bizet, Georges
  - L’Arlesiénne. Zwei Suiten
- Brahms, Johannes
  - Zwei Rhapsodien, op. 79
  - Streichquintette, opp. 88 & 111
  - Streichsextette, opp.18 & 36
- Caetani, Roffredo
  - Préludes symphoniques, opp. 8 & 11
  - Suite, op. 10
  - Quartetto, op. 12
- Gounod, Charles
  - Faust
- Hanisch, M.
  - Die Weihnachtsglocken, op. 84
- Horn, Kamillo
  - Erste Symphonie f-moll.
- Kahn, Robert
  - Quartett (h-moll), op. 14
- Kool, Jaap
  - Danse celeste
- Mahler, Gustav
  - Sinfonie Nr. 5
- Mozart, W. A.
  - Eine kleine Nachtmusik
- Mendelssohn Bartholdy, Felix
  - Klaviertrios, opp. 49 & 66
- Perosi, Lorenzo
  - Tema variato
- Pfitzner, Hans
  - Vorspiele zum 1., 2. u. 3. Aufzug aus Palestrina. Musikalische Legende
- Reger, Max
  - Eine Lustspiel-Ouvertüre, op. 12
  - Variationen und Fuge über ein lustiges Thema, op. 100
- Sauer, Emil
  - Polka de Concert
  - Les Délices de Vienne
- Schumann, Robert
  - Trios, opp. 63, 80 & 110
- Sinding, Christian
  - Quintett, op. 5.
- Strauss, Richard
  - Stimmungsbilder, op. 9
  - Tod u. Verklärung, Op. 24: Tondichtung
  - Also sprach Zarathustra, Op. 30: Tondichtung frei nach Friedrich Nietzsche
  - Don Quixote, Op. 35: Fantastische Variationen
  - Ein Heldenleben, Op. 40: Tondichtung
  - Symphonia domestica, op. 53
  - Zwei Militärmärsche, op. 57
  - Königsmarsch
  - Eine Alpensinfonie, op. 64
- Strawinsky, Igor
  - Feuerwerk, op. 4: eine Fantasie
- Thomas, Ambroise
  - Mignon: Oper
- Tschaikowsky, Peter
  - Quatuor, op. 11
  - Sinfonie No. 5 e-moll, op. 64
  - Sinfonie No. 6 h-moll (Pathétique), op. 74
- Wagner, Richard
  - Siegfried-Idyll
- Weingartner, Felix
  - König Lear, op. 20: symphonische Dichtung
  - Symphonie (G-Dur), op. 23
- Witt, Friedrich
  - Symphonie (C) (früher fälschlicherweise Beethoven zugeschrieben) Nach alten Stimmen des Akademischen Konzertes in Jena, Hrsg. Fritz Stein

#### Klaviere zu 4 Händen
- Bach, Johann Sebastian
  - Fantasie u. Fuge g-moll
  - Präludium und Fuge a-moll
  - Präludium und Fuge D-Dur
  - Präludium u. Fuge in Es-Dur
  - Präludium u. Fuge in G-Dur
  - Toccata u. Fuge in d-moll
- Beethoven, Ludwig van
  - Sinfonien (Nr. 1 – Nr. 9)
  - Ouvertüren (Egmont, Coriolan, Fidelio, Leonore III)
- Berlioz, Hector
  - Ouvertüre Le Carnaval romain, op. 9
- Drei Sätze (Nr. 1. Grande Fête chez Capulet, Nr. 2. Scène d’Amour, Nr. 3. La Reine Mab ou La Fée des Songes) aus Romeo et Juliette, op. 17: Symphonie dramatique.
  - Ouvertüre zu Benvenuto Cellini, op. 23
- Bruckner, Anton
  - Symphonien Nr. 1 – Nr. 9
- Elgar, Edward
  - Cockaigne (In London Town)
- Goldmark, Carl
  - Drei Sätze (Nr. 1. Brautlied, Nr. 2. Serenade, Nr. 3. Tanz) aus der Symphonie „Ländliche Hochzeit“, op. 26
- Massenet, Jules
  - Marsch, Air de Ballet und Angelus aus der Suite Scènes pittoresques
- Mozart, Wolfgang Amadeus
  - Symphonie Nr. 40 (g-moll)
  - Symphonie Nr. 41 (C-Dur)
- Rubinstein, Anton
  - Lichtertanz der Bräute von Kaschmir aus Feramors
- Schubert, Franz
  - Symphonie h-moll
  - Symphonie C-Dur
- Strauss, Richard
  - Don Juan, op. 20: Tondichtung
  - Macbeth, op. 23: Tondichtung
  - Tod und Verklärung, op. 24: Tondichtung
  - Vorspiel zum 1. Aufzug und Vorspiel zum 2. Aufzug aus der Oper Guntram, op. 25
  - Till Eulenspiegels lustige Streiche, op. 28
  - Also sprach Zarathustra, op. 30: Tondichtung frei nach Friedrich Nietzsche
  - Don Quixote, op. 35: Fantastische Variationen
  - Ein Heldenleben, op. 40: Tondichtung
  - Symphonia domestica, op. 53
  - Eine Alpensinfonie, op. 64
- Suppé, Franz von
  - Ouvertüren (Dichter und Bauer. Die schöne Galathé. Zehn Mädchen und kein Mann. Flotte Bursche. Leichte Kavallerie. Die Frau Meisterin)
- Tschaikowsky, P. J.
  - Symphonie No. 6 (pathetique), op. 74
- Wagner, Richard
  - Huldigungs-Marsch
  - Vorspiel zu „Die Meistersinger von Nürnberg“
  - Siegfrieds Rheinfahrt

#### 2 Klaviere zu 8 Händen
- Humperdinck, Engelbert
  - Vorspiel und Traum-Pantomime aus „Hänsel und Gretel“
- Strauss, Richard
  - Ein Heldenleben, op. 40: Tondichtung
- Wagner, Richard
  - Vorspiele zu Lohengrin zu Akt 1 u. 3.
  - Tannhäuser-Ouvertüre
  - Meistersinger-Ouvertüre
  - Walkürenritt
  - Trauermarsch aus der Götterdämmerung

#### Violine und Klavier
- Bizet, Georges
  - Carmen: (Chor der Strassenjungen, Habanera, Duett (Don José und Micaela), Seguidilla, Zwischenspiel I, Tanz der Carmen und Cavatine des Don José, Zwischenspiel II, Zwischenspiel III, Marsch)
  - L’Arlesiénne. Zwei Suiten
- Koschat, Thomas.
  - Op. 4. No. 1. Verlâssen bin i. Kärntner Lied
- Tschaikowsky, Peter
  - Chant sans Paroles (op. 2, No 3), Romanze (op. 5), Mazurka de Salon (op. 9 No. 3) Nocturne (op. 10 No. 1), Humoreske (op. 10 No. 2), Feuillet d’Album (op. 19 No. 3)
- Wagner, Richard
  - „Am stillen Herd“ aus „Die Meistersinger von Nürnberg“
  - Quintett aus „Die Meistersinger v. Nürnberg“

#### Männerchor
- „Alt Heidelberg du Feine“ nach der Melodie von A. Zimmermann